# Museum of Appalachia
Het Museum of Appalachia is een Amerikaans openluchtmuseum in Norris, Tennessee, op 32 kilometer ten noorden van de stad Knoxville. Het museum is gewijd aan de pioniers in de vroeg-20e-eeuwse periode in het zuidelijk deel van de Appalachia. Het toont aan de hand van bouwwerken, objecten en opvoeringen het leven uit die tijd.
Sinds mei 2007 is het museum gelieerd aan het Smithsonian Institution. Het museum is een verzameling van meer dan 30 historische gebouwen, die gered zijn van verwaarlozing en verval en verspreid staan over 25 hectare weilanden en akkers. Ook bewaart en toont het duizenden authentieke historische objecten en huisvest het een van de grootste Amerikaanse collecties volkskunst. Het organiseert optredens van traditionele muziek uit de Appalachia en demonstreert geregeld oude ambachten.
Het museum werd in de jaren 60 van de 20e eeuw opgericht door John Rice Irwin. Deze pedagoog en zakenman uit Oost-Tennessee ging uit van de filosofie dat niet alleen de bouwwerken en kunstwerken die historisch relevant zijn voor de streek bewaard moeten blijven, maar ook de individuele geschiedenis van ieder object: wie de eigenaar was, wanneer en hoe het gemaakt was of verkregen en hoe het gebruikt werd. Deze mondelinge overleveringen en herinneringen zijn, samen met duizenden foto's, opgeslagen in de archieven van het museum. Het museum begon met één, uit boomstammen opgetrokken gebouw en is in meer dan 50 jaar tijd behoorlijk gegroeid. De collectie omvat nu ook gebouwen als de Arnwine Cabin, een blokhut die op het National Register of Historic Places staat, een zeldzame cantilever-schuur (met een bovenverdieping op uitkragende liggers) en een blokhut die ooit door de ouders van de schrijver Mark Twain werd bewoond. Onder de tentoongestelde historische objecten bevinden zich voorwerpen die eigendom waren van vooraanstaande of regionaal bekende bewoners uit de streek en duizenden gebruiksvoorwerpen die een gedetailleerd beeld geven van alle aspecten van het leven op het platteland in het zuidelijk deel van de Appalachia. Op het museumterrein wordt een werkende boerderij uit de tijd van de pioniers nagebootst. Er zijn moestuinen met gewassen uit die tijd en over het terrein lopen allerlei dieren los , zoals geiten, kippen, kalkoenen en pauwen. Volgens Irwin was er geen "betere manier om gemeenschappen te leren kennen, dan door de alledaagse dingen die ze maakten, gebruikten, repareerden en koesterden en liefdevol onderhielden, te bestuderen."

## Achtergrond
De oprichter van het Museum of Appalachia, John Rice Irwin, stamt af van de eerste kolonisten in de regio (zijn voorouder James Rice bouwde de Rice Gristmill, die nu in het Norris Dam State Park staat). Hij werd in 1930 geboren op de boerderij van zijn grootouders, die aan het riviertje de Bull Run Creek in Knox County lag. Zijn familie vestigde zich later in de streek Big Valley in Union County, maar moest noodgedwongen verhuizen toen de Tennessee Valley Authority het land aankocht voor de aanleg van het stuwmeer Norris Lake. Na een aantal jaren in de kleine gemeenschap Gamble Valley gewoond te hebben (nu een deel van Oak Ridge), zag de familie zich begin jaren 40 wederom gedwongen om te verhuizen toen hun land nodig was voor het Manhattanproject. Irwin heeft altijd een fascinatie gehad voor de oudere mensen in zijn omgeving en deed veel van zijn kennis van oude gebruiksvoorwerpen en het boerenleven in de Appalachia op in de tijd die hij doorbracht op de boerderij van zijn grootouders. Irwin studeerde uiteindelijk af aan de Lincoln Memorial University en de University of Tennessee. Hij was daarna een aantal jaren zakenman en werkte in het onderwijs, waar hij onder andere enige tijd directeur van de stichting voor openbaar onderwijs in Anderson County was.

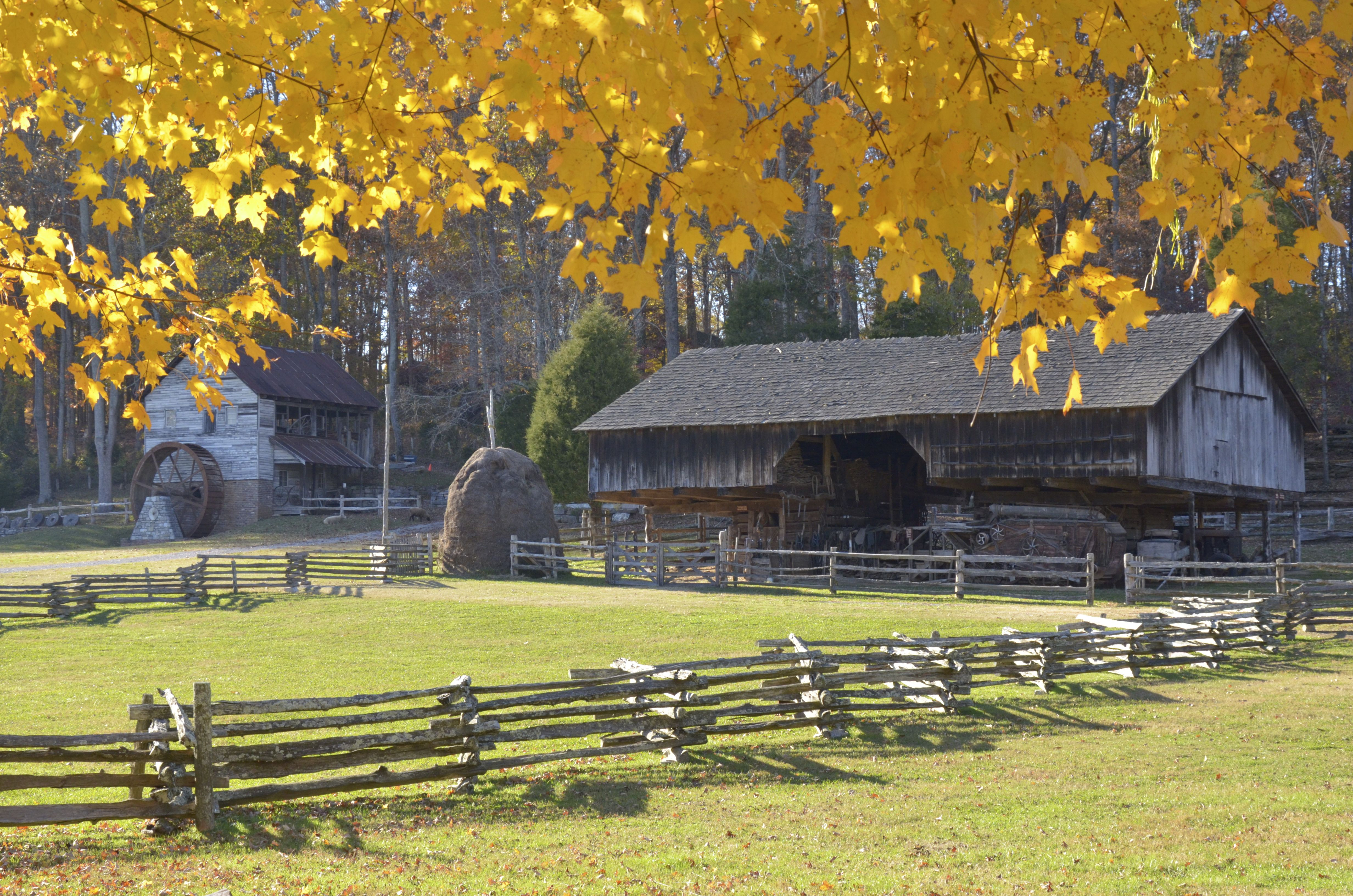
De Cantilever Barn en de Hacker Martin Grist Mill

Irwin kocht in 1962 een aantal objecten uit een veiling van een oude boerderij uit de streek. Een van deze stukken was een kist met hoefgereedschap die in de nasleep van de overstroming in 1916 van de rivier Big Barren Creek uit de Clinch River was opgevist. Kort daarna verwierf hij zijn eerste uit boomstammen opgetrokken gebouw, het General Bunch House, dat hij verhuisde van zijn oorspronkelijke locatie in het stroomgebied van de New River, een afgelegen deel van Anderson County. In het weekend speurde Irwin afgelegen gemeenschappen in de regio af op zoek naar oude voorwerpen uit de tijd van de pioniers en stelde die tentoon in zijn tuin en in zijn garage. In 1969 vond de officiële opening van het Museum of Appalachia plaats.
In 1977 werd een van de blokhutten van het museum, de Patterson Cabin, gebruikt in de televisieserie Young Dan'l Boone. Deze blokhut, die uit hetzelfde gebied komt als het General Bunch House, werd daarna herdoopt tot Dan'l Boone Cabin (hoewel er geen enkel verband is met de ontdekkingsreiziger Daniel Boone). Artikelen in de tijdschriften Parade en Reader's Digest en een optreden van Irwin in het televisieprogramma Today Show halverwege de jaren 80 zorgden voor een flinke toename van het bezoekersaantal. In de jaren 80 bracht de schrijver Alex Haley een bezoek aan het museum en hij besloot ter plekke om naar Oost-Tennessee te verhuizen (hij kocht een boerderij op nog geen 4 kilometer afstand van het museum). Haley raakte geïnspireerd door een van de gebouwen in het museum, de werkplaats van Steve Parkey, en was van plan om een roman te schrijven over deze Afrikaans-Amerikaanse smid uit het zuidelijk deel van de Appalachia. Haley nam veel beroemde personen mee naar het museum, onder anderen Oprah Winfrey, Jane Fonda, Brooke Shields, Louis Gossett jr. en Quincy Jones.
Er werden ook enkele afleveringen van het documentaireprogramma The Heartland Series (van de tv-zender WBIR-TV) in het museum opgenomen, waaronder de afleveringen 1791, Just Another Day, The Music Tale, The Toggins, Frontier Music, Frontier Foods en Gift for Jacob. Ook de laatste aflevering van het programma werd in het museum opgenomen, op 8 augustus 2009. Het aanwezige publiek werd geschat op 10.000 mensen, een van de hoogste bezoekersaantallen in de geschiedenis van het museum. In 2012 was het museum te zien in het tv-programma American Pickers en in 2014 deed de Amerikaanse versie van de Antiques Roadshow het museum aan.
In mei 2003 veranderde het museum van particulier eigendom in een stichting zonder winstoogmerk geleid door een raad van bestuur. Het museum trekt jaarlijks zo'n 100.000 bezoekers en heeft momenteel meer dan 250.000 stukken in zijn collectie.

## Exposities

### Openluchttentoonstelling en blokhutten
Behalve blokhutten en schuren kan men in het museum ook de meeste andere gebouwen bezoeken die op een typische boerderij van pioniers in de Appalachia te vinden waren, zoals rokerijen, maïsschuren, veekralen, molens, een ondergrondse voorraadkelder en een opslagruimte voor melk, en een weefhuisje. Verder zijn er smederijen, een werkende zaagmolen, een dorpsschool, een uit boomstammen opgetrokken kerkje, een bezembinderij en touwslagerij, en een werkplaats van een leerbewerker te zien. Al deze gebouwen zijn volledig uitgerust met voorwerpen die uit dezelfde tijd komen als de gebouwen zelf en worden regelmatig gebruikt voor demonstraties. Een van de blokhutten, het McClung House, herbergt een collectie vroeg-20e-eeuwse objecten uit de regio. In andere gebouwen, zoals de Parkey Blacksmith Shop (een smidse gebouwd door een Afrikaans-Amerikaanse boer uit Hancock County) en de Hagood Leather and Saddleshop (een leer- en zadelmakerij), zijn gebruiksvoorwerpen te zien die eigendom waren van de oorspronkelijke bewoners van de gebouwen. Ook op de paden tussen de gebouwen komt men hier en daar voorwerpen tegen, zoals een ketel uit een in de Amerikaanse Burgeroorlog verwoeste zoutfabriek in Saltville in de staat Virginia en een cederhouten bijenkist uit Friendsville die gebruikt werd om wilde honingbijen te lokken.

### Display Barn
De collectieboerderij (Display Barn) is een grote schuur van twee verdiepingen en herbergt een van de grootste collecties van historische objecten uit de tijd van de pioniers. Naast duizenden oude voorwerpen vindt men hier ook een compleet gevulde kruidenierszaak en een postkantoortje uit Arthur, nabij Harrogate-Shawanee. Onder de tentoongestelde gebruiksvoorwerpen, die een beeld geven van alle aspecten van het leven op het platteland in de Appalachia in die tijd, bevinden zich een bijl die mogelijk werd gebruikt in het door de Britten gebouwde Fort Loudoun, de uit de rivier de Clinch opgeviste kist met hoefgereedschap en duizenden andere voorwerpen. De collectie omvat ook foto's en korte beschrijvingen die informatie geven over de oorspronkelijke eigenaar van ieder object en hoe het gebruikt werd.

### Appalachian Hall of Fame
De drie verdiepingen van de Appalachian Hall of Fame staan vol met voorwerpen die een link hebben met beroemde en andere kleurrijke personen uit de regio. Zo zijn er stukken te zien die het eigendom waren van bekendheden als legerveteraan Alvin C. Cork, Nobelprijswinnaar Cordell Hull en muzikanten Roy Acuff en Uncle Dave Macon, en van verscheidene lokale legendes. Er is een grote ruimte gewijd aan muziek uit de Appalachia waar banjo's, dulcimers en andere instrumenten te zien zijn. Een van de instrumenten, de zogenaamde Murder Banjo (Moordbanjo) werd bespeeld door de laat-19e-eeuwse Afrikaans-Amerikaanse banjospeler Harry Dobson. Het instrument dankt zijn naam aan een incident tijdens een feest waarop Dobson aan het spelen was: een vriend van Dobson werd doodgestoken en de banjo kwam onder het bloed te zitten.

### People's Building

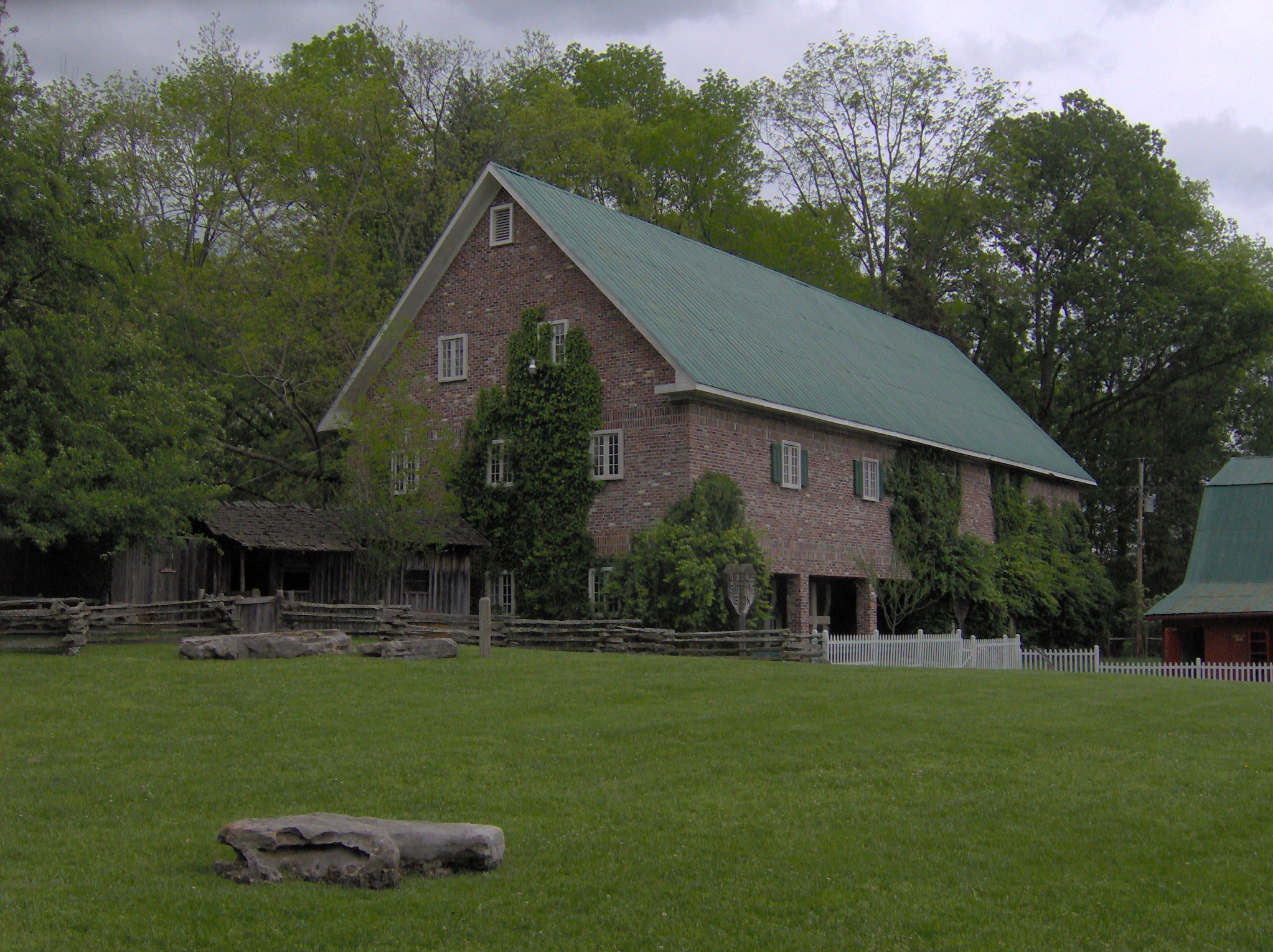
People's Building

In het People's Building zijn de Harrison Mayes-collectie, de Christy-collectie en een collectie volkskunst gehuisvest. Harrison Mayes (1898-1986) was een mijnwerker uit Kentucky die later evangelist werd. Nadat hij bijna was omgekomen bij een mijnongeluk plaatste hij bijna 70 jaar lang borden met een religieuze boodschap langs verkeerswegen door het hele land.
De door Catherine Marshall geschreven roman Christy speelt zich af aan het begin van de 20e eeuw in de afgelegen buurtschap Chapel Hollow, een paar kilometer ten westen van het plaatsje Del Rio. De gelijknamige televisieserie van de zender CBS uit de jaren 90 werd deels opgenomen in het museum. In de collectie volkskunst zijn stukken van houtsnijder James Bunch uit Monroe County en meerdere muurschilderingen, kruiken en meubels uit de hele regio te vinden.

## Evenementen en festivals
Voor het behoud van de geschiedenis en cultuur van de Appalachia organiseert het museum diverse evenementen.
- Sheep Shearing Days. Ieder voorjaar worden er talloze activiteiten georganiseerd tijdens de schaapscheerdagen. Er zijn demonstraties kaarden, spinnen en weven en bezoekers kunnen zien op welke manieren wol nog meer werd gebruikt.
- July 4th Celebration & Anvil Shoot. Jaarlijks viert het museum Independence Day (Onafhankelijkheidsdag), door een met buskruit gevuld aambeeld de lucht in te schieten. Aambeeldschieten was een gebruikelijke manier om speciale gelegenheden te vieren.

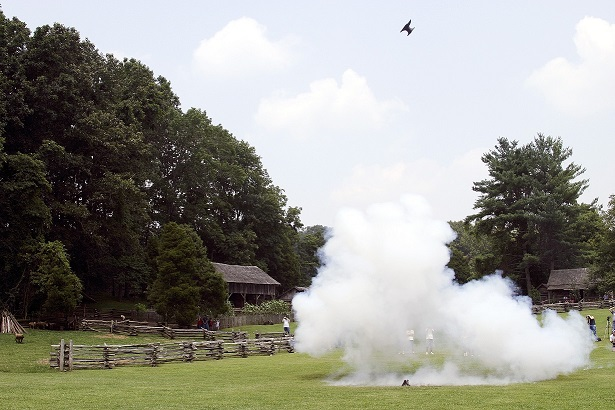
Een aambeeld wordt hoog de lucht in geschoten tijdens de viering van Independence Day.

- Days of the Pioneer Antique Show. Dit is een beurs waar meer dan 60 antiquairs uit het gehele land op afkomen en een selectie aanbieden uit de Amerikaanse 18e en 19e eeuw. Tijdens het evenement zijn er, onder andere, ook optredens met traditionele muziek uit de Appalachen, worden oude ambachten getoond en worden er tentenkampen uit de tijd van de Amerikaanse Onafhankelijkheidsoorlog en Burgeroorlog opgeslagen.
- A Candlelight Christmas. Tijdens dit evenement wordt het museum bezocht bij kaarslicht, kerstverhalen uit de Appalachia geluisterd, warme appelsap met specerijen gedronken, kerstliedjes in de Irwin Chapel gezongen en nog veel meer.
- Tennessee Fall Homecoming (1980-2017). Dit muziek- en folkfestival werd 38 jaar lang door het museum georganiseerd.[2] De hele dag waren er optredens van tientallen bekende muzikanten op vier buitenpodia en ook 's avonds traden er topartiesten op. Voorbeelden van artiesten die optraden op het Homecomingfestival zijn Bill Monroe, Earl Scruggs, Marty Stuart, Old Crow Medicine Show, Lee Ann Womack, Jerry Douglas, The SteelDrivers, Ralph Stanley, John Hartford, Doc Watson en Rhonda Vincent. Op het festival waren er ook demonstraties van old-time music, oude ambachten en handenarbeid.

## Bijzondere gebouwen

### Arnwine Cabin
De Arnwine Cabin werd tussen 1795 en 1820 gebouwd van de stammen van gevelde tulpenbomen. De eerst bekende bewoner was John Wesley Arnwine. Oorspronkelijk lag de blokhut aan de oever van de Clinch River, dicht bij de buurtschap Liberty Hill in Grainger County. In de vroege jaren 30 kocht de Tennessee Valley Authority het 8,1 hectare grote perceel waarop de blokhut stond voor de aanleg van het stuwmeer Norris Lake en werd de blokhut iets verderop neergezet. Twee van Arnwines dochters, Polly Anne († 1923) en Eliza Jane († 1936) woonden er hun hele leven. Na de dood van Eliza Jane werd de blokhut gebruikt als opslagplaats en raakte hij in verval. In 1964 kocht John Rice Irwin de blokhut en verplaatste hem naar de huidige locatie in het museum.
Irwin besloot dat het dak niet te redden was en spleet samen met twee medewerkers 5400 dakspanen uit één Amerikaanse eik en gebruikte die voor het huidige dak. De blokhut had ook geen vloer, dus gebruikte Irwin een planken vloer uit dezelfde tijd die hij in een rookhuis in de buurt van Sneedville had gevonden. Het stenen deel van de schoorsteen kwam van de resten van een huis uit dezelfde tijd in de buurtschap Laurel Grove net ten noorden van het museum. Bovenop dit deel werd een stuk gemetseld van takken en leem. De blokhut werd daarna in een paar jaar tijd uitgerust met authentieke meubels, gereedschappen en gebruiksvoorwerpen uit de tijd van de pioniers in de streek. In 1976 werd de Arnwine Cabin op het National Register of Historic Places geplaatst.

### Mark Twain Family Cabin
Er wordt aangenomen dat de Mark Twain Family Cabin ooit het eigendom was van Twains vader, John Clemens. Het zou de plek zijn waar de oudere broers en zussen van de schrijver geboren werden en waar hijzelf verwekt was (het gezin Clemens verhuisde een paar maanden voor zijn geboorte naar Missouri). De blokhut lag oorspronkelijk in de buurtschap Possum Trot in Fentress County in Tennessee, waar John Clemens het postkantoor bemande en griffier van de rechtbank was. In 1905 werd de schoorsteen aan de blokhut toegevoegd. In 1995 kocht het Museum of Appalachia het gebouw en verplaatste het naar het museum.

## Lijst van alle historische gebouwen
| Gebouw                              | Afbeelding | Bouwjaar        | Oorspronkelijke locatie        | Bouwer/belangrijkste eigenaar    |
| ----------------------------------- | ---------- | --------------- | ------------------------------ | -------------------------------- |
| Tom Cassidy house                   |            |                 | Union County                   | Tom Cassidy                      |
| Gwen Sharp Playhouse                |            | 1929            | Loyston                        | een buurman van de familie Sharp |
| Gevangeniscellen                    |            | 1874            | Madisonville                   |                                  |
| Leer en zadelmakerij                |            |                 | bij Rogersville                | Hobart Hagood († 1961)           |
| Familiehut van Mark Twain           |            | jaren 1830      | bij Pall Mall                  | John Clemens (1798-1847)         |
| Wilson Barn                         |            |                 | Union County                   |                                  |
| Smederij en wielmakerij             |            |                 | bij Andersonville              |                                  |
| Bunch, rookhuis                     |            | circa 1830      | Grainger County                |                                  |
| General Bunch, rookhuis             |            | 1898            | Anderson County                | Pryor Bunch (1852-1931)          |
| Arnwine Cabin                       |            | circa 1795-1820 | Grainger County                | John Wesley Arnwine              |
| Old Sharp, korenmolen               |            |                 | Union County                   | Familie Sharp                    |
| McClung Cabin                       |            | jaren 1790      | Knoxville                      | Familie McClung                  |
| Bezembinderij en touwslagerij       |            |                 | Clinchport, Virginia           | Mary Carter                      |
| Cox-maïsschuur                      |            |                 | bij Norris                     | Bunk Cox                         |
| Longworth-maïsschuur                |            |                 | Claiborne County               | Longworth-familie                |
| Dan'l Boone Cabin                   |            | vroeg-19e-eeuws | Anderson County                | Familie Patterson                |
| Schaapskooi                         |            |                 | bij Clinton                    | Familie Wilshire                 |
| Big Tater Valley School             |            | vroeg-19e-eeuws | Grainger County                | Crockett Skeen                   |
| Irwin's Chapel Church               |            | circa 1840      | Madison County, North Carolina | Thomas Tweed                     |
| Peters Homestead-huis               |            | circa 1790-1838 | bij Luttrell                   | John Peters, Nathaniel Peters    |
| Homestead-weefhuisje                |            |                 | bij Maynardville               | Bishop Hatmaker                  |
| Homestead, rookhuis en graanzolder  |            |                 | Powell Valley                  | Familie Childress                |
| Parkey, smederij                    |            |                 | Hancock County                 | Steve Parkey                     |
| Slavenhuisje                        |            | circa 1820      | Grainger County                | Familie Merritt (eigenaars)      |
| Whiskeystokerij                     |            |                 |                                | Marvin "Popcorn" Sutton (set up) |
| Joe Diehl-zaagmolen                 |            | vroeg-20e-eeuws | Knox County                    |                                  |
| Cantilever-boerenschuur             |            |                 | Seymour                        | Onbekend                         |
| Hacker Martin Gristmill, korenmolen |            | jaren 1790      | bij Gray                       | Coonrod Dove                     |